# 母子连心
《母子連心》是一部於2011年播出的中國大陸電視劇。2011年12月5日在上海東方電影頻道首播。2014年3月7日在江西衛視首次上星播出。

## 演員表
| 演員   | 角色   | 暱稱／關係                                                                                 |
| 王 靜  | 李 貞  | 潘大龍之姨 楊二寶之嫂 死前叫李响假冒之 已死去                                              |
| 王 靜  | 李 响  | 李總 楊氏雜團總經理 假冒李貞 被楊二寶懷疑是李响 古柏度之妻,後被拋棄(第21集重遇) 潘大龍之母 |
| 李泽锋 | 潘大龍 | 原名古貝貝 古柏度,李响之子 以為李响是李貞                                                  |
| 姚安濂 | 古柏度 | 李响之夫,二十幾年前拋棄其(第21集重遇) 潘大龍之父(第21集相認)                               |
| 劉 斌  | 楊二寶 | 監視李响,以為李貞是李响 古柏度之敵人,後和好(第24集)                                        |